# Luisa Fernanda Rudi
Luisa Fernanda Rudi Úbeda, née le 13 décembre 1950 à Séville, est une femme politique espagnole, membre du Parti populaire (PP).

## Biographie

### Enfance et jeunesse
Née à Séville, où son père militaire était stationné, elle déménage ensuite à El Aaiún, dans le Sahara espagnol, avant de rejoindre la ville de Saragosse, où elle passe la plus grande partie de sa vie. 
Elle devient professeur de technique commerciale en 1971, avant d'obtenir, en 1979, son accréditation d'auditrice-commissaire aux comptes. Elle fonde alors un cabinet d'audit et conseil, qu'elle abandonne en 1993.

### Députée régionale, puis nationale
En 1982, elle adhère à l'Alliance populaire (AP), mais échoue à obtenir un siège au Congrès des députés lors des élections générales anticipées de la même année. Elle est cependant élue, l'année suivante, députée régionale de la circonscription de Saragosse aux Cortes de la communauté autonome d'Aragon. Elle devient secrétaire de la commission des Transferts de compétences à sa constitution en juillet 1984.
Elle démissionne en juillet 1986, à la suite de son élection au Congrès des députés dans la province de Saragosse, où elle devient porte-parole du groupe AP à la commission de l'Économie et des Finances. Elle en est désignée vice-présidente en 1989.
Après les élections générales anticipées de 1993, elle est élue troisième secrétaire du bureau du Congrès.

### Maire de Saragosse
Tête de liste du Parti populaire (PP) aux élections municipales de 1995 à Saragosse, elle l'emporte largement avec 46,5 % des voix et 15 sièges sur 31. Le 17 juin, elle est investie maire de la ville, grâce au soutien des quatre élus du Parti aragonais (PAR). Aux élections municipales de 1999, elle recule à 42 % des suffrages, tout en conservant son nombre de sièges. Elle maintient son alliance avec le PAR et conserve ainsi la mairie de la capitale aragonaise.

### Présidente du Congrès
Lors des élections générales du 12 mars 2000, elle est réélue députée de la province de Saragosse, en tant que tête de liste. Environ deux semaines plus tard, le président du gouvernement et du parti, José María Aznar, annonce qu'il souhaite lui confier la présidence du Congrès des députés. Ce choix est accueilli avec une certaine surprise à Saragosse, où elle avait annoncé qu'elle n'abandonnerait pas la mairie et où elle venait d'échouer à faire approuver le budget de la ville. Le jour de l'ouverture de la septième législature, le 5 avril, Luisa Fernanda Rudi devient la première présidente du Congrès des députés, étant élue par 329 voix sur 350, soit le deuxième meilleur résultat de l'histoire démocratique espagnole, et aucun vote contre.

### Députée européenne
Du fait de la victoire des socialistes aux élections générales du 14 mars 2004, elle doit abandonner la présidence du Congrès le mois suivant. Elle démissionne de son mandat début juillet, à la suite de son élection au Parlement européen, où elle prend la présidence de la délégation pour les relations avec les pays du Maghreb et l'Union du Maghreb arabe (UMA). 

### Retour à la politique espagnole
Elle fait toutefois son retour dans la vie politique espagnole à l'occasion des élections générales du 9 mars 2008, comme députée de la circonscription de Saragosse. Désignée présidente de la commission mixte pour le contrôle parlementaire de la Corporation RTVE et ses sociétés, elle est portée, au mois de novembre, à la présidence du PP d'Aragón avec 72,6 % des voix.

### Présidente d'Aragon

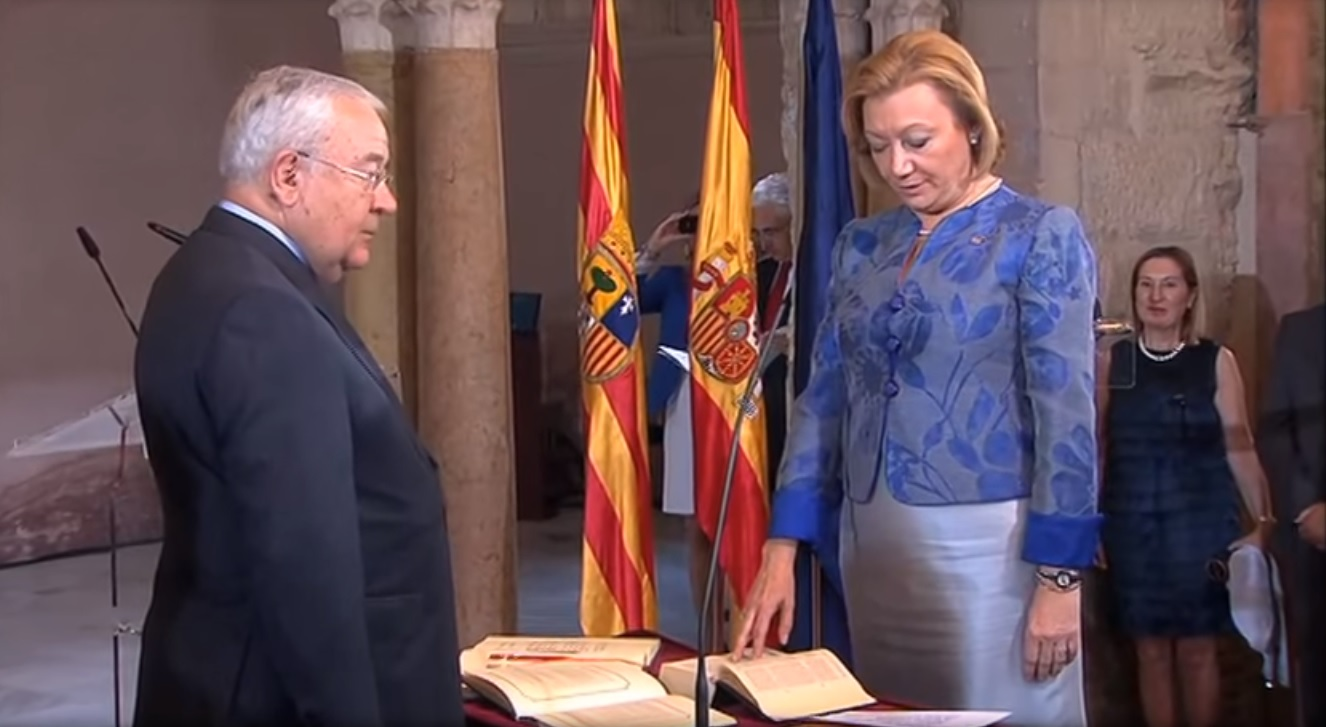
Luisa Fernanda Rudi le jour de sa prestation de serment.

Aux élections régionales du 22 mai 2011, elle mène la campagne du parti conservateur contre Eva Almunia, conseillère à la Présidence du gouvernement régional aragonais. Elle arrive en tête avec 39,7 % des voix et 30 députés sur 67, après douze années de domination socialiste, et passe environ un mois plus tard un accord avec le Parti aragonais (PAR), qui dispose de 7 élus, assurant son investiture à la tête de la communauté autonome. L'accord ne prévoit cependant pas la participation du PAR au gouvernement, mais lui accorde la présidence des Cortes d'Aragón et divers postes de l'administration régionale. 
Dans son discours d'investiture, prononcé le 12 juillet devant les Cortes, elle annonce un plan de réduction des dépenses publiques, avec notamment la réduction d'un quart des départements exécutifs, des postes de haut fonctionnaire, une grande réforme de l'administration publique, un audit et une loi de limitation de l'endettement régional, sans toutefois porter atteinte aux dispositifs de l'État providence, qu'elle considère comme véritablement importants. Elle propose en outre une réforme fiscale destinée à favoriser les donations et le tourisme hivernal. Investie le lendemain par 37 voix sur 67, Luisa Fernanda Rudi prête serment le 14 juillet, devenant la première présidente d'Aragon.